# Grímsvötn
El Grímsvötn (AFI: 'kriːmsvœʰtn̥; del islandés: vötn, en singular: vatn, lago) es un sistema lacustre-volcánico de Islandia, de unos 100 km de largo y 15 km de ancho. Los espejos de agua que lo componen están ubicados en las Tierras Altas del país, sobre el extremo noroeste del campo de hielo del Vatnajökull a una altitud promedio de 1725 metros. Estos lagos se hallan completamente cubiertos por el manto de hielo glaciar, siendo evidenciados por la extensa planicie helada que los cubre. Bajo este sistema se encuentra la gran cámara magmática del volcán homónimo (el mayor de todo el sistema), cuya caldera tiene unos 35 km².

## Jökulhlaup
Las erupciones que acontecen bajo el manto glacial dan origen regularmente a surgentes glaciares, conocidas en Islandia bajo el nombre de jökulhlaups. Este término es asimismo usado con cierta frecuencia en países anglosajones. 
Estas erupciones funden anualmente unos 0,2 a 0,5 km³ de hielo, y en períodos particularmente activos se derrite suficiente material como para llenar la caldera del Grímsvötn con agua: el ascenso de presión resultante eleva graduamente la masa glacial que reposa sobre el conjunto. Finalmente se producen fisuras en el hielo mientras enormes cantidades de agua escapan violentamente al exterior.
Dado que este fenómeno implica gran peligro para la actividad humana en la parte baja de los valles asociados, la caldera del Grímsvötn es monitoreada cuidadosamente por vulcanólogos, glaciólogos y otros especialistas. Hasta el momento 2006 se han registrado unas 45 erupciones.
Cuando ocurrió la gran surgente de 1996, los geólogos que estudiaban el fenómeno predijeron la inminencia del peligro con suficiente anticipación. En consecuencia, el principal camino de circunvalación de Islandia (el Hringvegur) fue cerrado al tránsito. Varias semanas después del cese de la actividad eruptiva, la caldera comenzó a rebalsar en medio de actividad sísmica de origen desconocido y el masivo flujo de agua (de unos 6000 m³/s) se desplazó violentamente valle abajo, arrancando de cuajo una sección de la mencionada ruta sobre el sandur de Skeiðará, sin que se registraran víctimas.
El flujo glacial llegó a un pico el mismo día a la noche (5 de noviembre). El torrente alcanzaba los casi 45 000 m³ de agua por segundo. En el atardecer del día siguiente la descarga había bajado a 15 000 m³/s. El daño total estimado causado por el fenómeno alcanzó los doce millones de dólares.

## Erupción de 1783
En 1783 ocurrió la mayor erupción efusiva registrada en el último milenio. Aproximadamente 15 km³ de lava basáltica se eyectaron desde la fisura Laki (de unos 27 km de largo) durante más de siete meses. 
Al material expulsado lo acompañaron enormes volúmenes de dióxido de sulfuro y fluoruro de hidrógeno, lo que causó gran daño a la vida silvestre de Islandia, originando una intensa hambruna en el país. Murieron unas 10 000 personas, una quinta parte de la población de la isla. 
A Europa y a parte de Asia las cubrió durante meses una niebla azulada. La erupción repercutió en el clima mundial, y atrajo por primera vez la atención de científicos sobre la importancia que tales eventos podrían tener en la dinámica climática del planeta.

## Inundaciones glaciares de 1995 y 2010
En julio de 1995 hubo un flujo glaciar al noroeste de Grímsvötn, probablemente asociado con una pequeña erupción. El 2 y 3 de octubre de 2010 se registraron temblores alrededor de Grímsvötn, al mismo tiempo, se midió con GPS una inflación repentina en el volcán, lo que indicaba movimiento de magma bajo la montaña. El 1 de noviembre de 2010 agua de deshielo procedente del glaciar Vatnajökull llegó al lago.

## Erupciones de 1998 y 2004

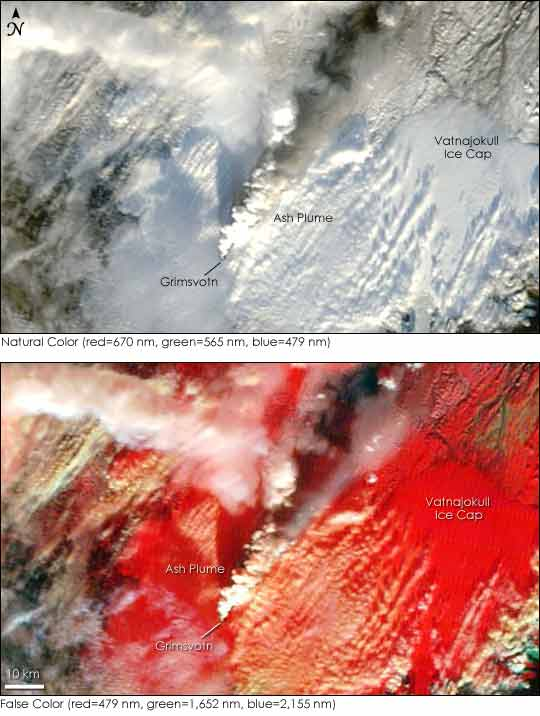
Vista de satélite de la erupción de noviembre de 2004.

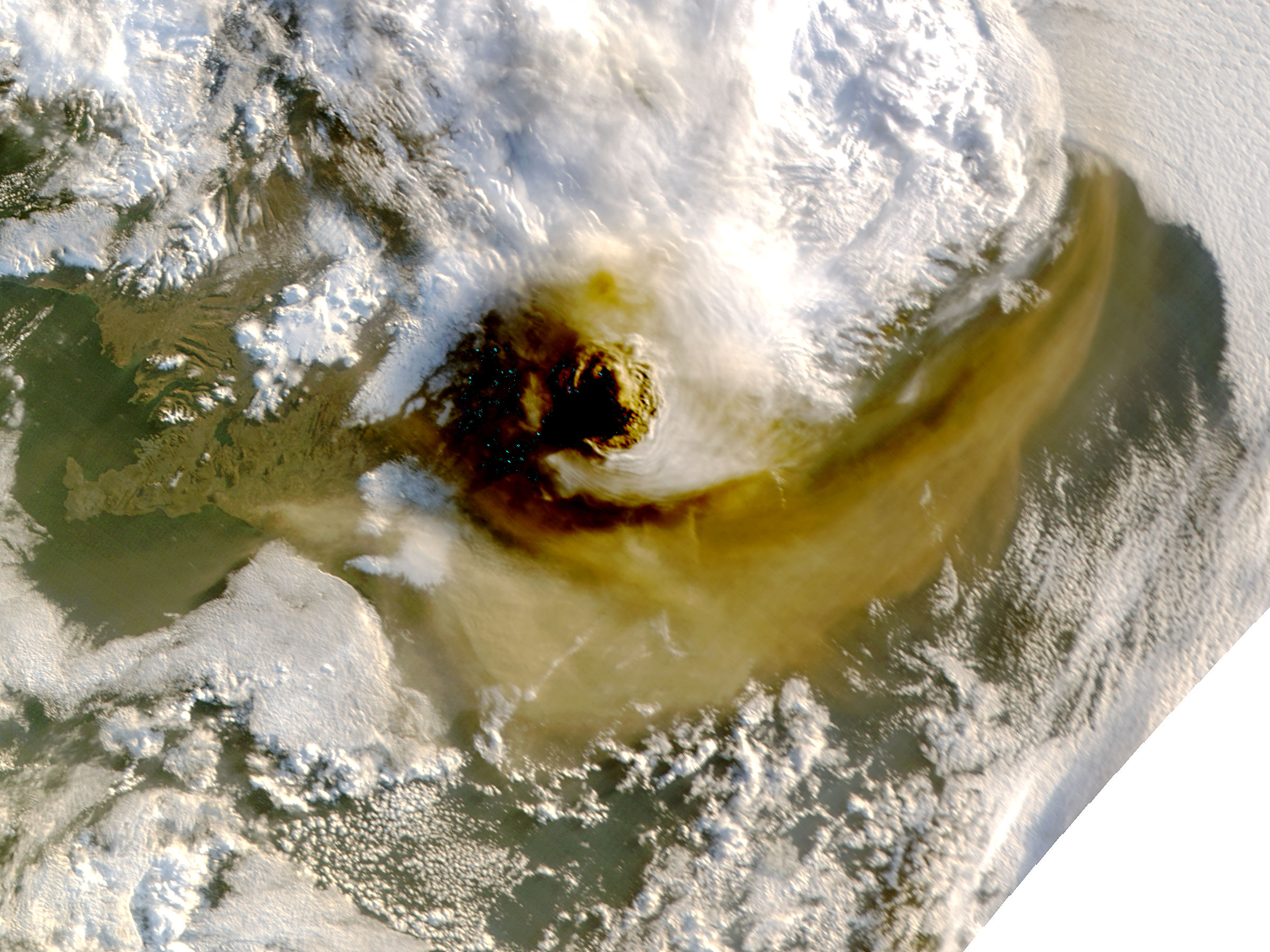
Vista de satélite de la erupción del 22 de mayo de 2011.

El 18 de diciembre de 1998 ocurrió una erupción que se extendió por once días, exponiendo una fisura de 1300 metros de largo con cinco cráteres activos pero sin producir surgente alguna. En noviembre de 2004 se detectó actividad eruptiva que arrojó una extensa columna eruptiva de ceniza volcánica, causando una breve interrupción del tráfico aéreo sobre Islandia. De nuevo, no se produjo flujo glaciar alguno.

## Erupción de 2011
El 21 de mayo de 2011 el volcán volvió a erupcionar emitiendo columnas eruptivas de hasta 12 000 metros de altura acompañadas de varios terremotos. Posteriormente la nube alcanzó los 20 000 metros, siendo de mayor tamaño que la de 2004 y la mayor de este volcán en 100 años. El 23 de mayo la erupción liberó cerca de 2000 toneladas de cenizas por segundo, y un total de 120 millones de toneladas en las primeras 48 horas,  más que el volcán Eyjafjallajökull en toda su erupción de 2010.  La erupción alcanzó el nivel VEI4 en el Índice de Explosividad Volcánica.

### Efectos sobre el tráfico aéreo
El 21 de mayo fue interrumpido el tráfico aéreo en Islandia. En los días siguientes también lo fue en Groenlandia, Escocia, Irlanda del Norte, Noruega, Dinamarca y Alemania.

## Bacterias en los lagos
En verano de 2004, científicos encontraron bacterias en el agua de los lagos del glaciar Grímsvötn, siendo las primeras bacterias encontradas en un lago subglacial. Los lagos no se congelan por completo a causa del calor volcánico, además las bacterias pueden sobrevivir con una cantidad muy baja de oxígeno.